# دارين مورفيت
دارين مورفيت (بالإنجليزية: Darren Morfitt)‏ هو ممثل بريطاني ولد في تاريخ (12 سبتمبر 1973) في مدينة هارتلبول في انجلترا.

## أفلامه
أشهر أفلامه هو الجنود الكلاب عندما أدى دور (ويثر سبون).

## وصلات خارجية
- دارين مورفيت على موقع IMDb (الإنجليزية)
- دارين مورفيت على موقع قاعدة بيانات الفيلم (الإنجليزية)

صفحته إلى imdb